# Pakuwa
Pakuwa – gaun wikas samiti w zachodniej części Nepalu w strefie Dhawalagiri w dystrykcie Parbat. Według nepalskiego spisu powszechnego z 2001 roku liczył on 540 gospodarstw domowych i 2448 mieszkańców (1275 kobiet i 1173 mężczyzn).